# Andrés Bello (Táchira)
Andrés Bello is een gemeente in de Venezolaanse staat Táchira. De gemeente telt 24.000 inwoners. De hoofdplaats is Cordero.